# オビ湾

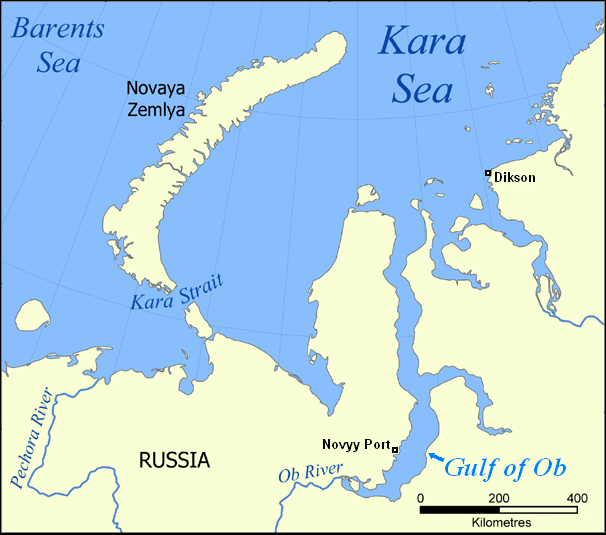
オビ湾とカラ海の地図

オビ湾（オビわん、ロシア語:Обская губа）はカラ海に面した湾。湾の一番奥にはオビ川の河口がある。湾の周囲はロシアのヤマロ・ネネツ自治管区で、湾の西はヤマル半島、東はギダン半島、タゾフスキー半島でタズ川が注ぐタゾフスカヤ湾がある。南北に細長く伸びた湾であり、長さは約1000 km、幅は50から80km。一帯はホワイトフィッシュとチョウザメの生息地である。
オビ川の河口付近にはいくつか島があるが、それ以外には島はない。これらの島々にはフェン、草地、ヤナギの群落などがあり、1994年にラムサール条約登録地となった。